# Israel Kamakawiwoʻole
Israel »Bruddah Iz« Kamakawiwoʻole, ameriški glasbenik, * 20. maj 1959, Honolulu, Havaji, † 26. junij 1997, Honolulu.

## Življenje
Kamakawiwoʻole se je rodil v družini znanih havajskih glasbenikov. Z glasbo se je začel ukvarjati že v otroštvu (petje, ukulele). Ustanovil je svojo glasbeno skupino. Bil je tudi velik havajski domoljub. Zunaj Havajev je postal znan leta 1993, ko je izdal album Facing Future. Velja za najbolj znanega havajskega glasbenika (»glas Havajev«) in je trajno zaznamoval havajsko glasbo.
Najbolj znan je po priredbi skladb »Over the Rainbow« in »What a Wonderful World«, ki je bila objavljena na albumu Facing Future. Leta 2010 je ta njegova priredba nenadoma spet postala velik hit; povzpela se je na prvo mesto nemških glasbenih lestvic in leta 2011 je posmrtno prejel nemško glasbeno nagrado echo.
Kamakawiwoʻole je v življenju trpel zaradi čezmerne debelosti. Zaradi zapletov z zdravjem je umrl star komaj 38 let. Na dan njegovega pogreba je bila havajska državna zastava spuščena na polovico droga, pogreba pa se je udeležilo okrog deset tisoč ljudi.  